# 劳伦·考克斯
劳伦·考克斯（英語：Lauren Cox，2001年11月27日—），英国女子游泳运动员，2022年英联邦运动会女子4×100米混合泳接力和混合4×100米混合泳接力铜牌得主、2023年世界游泳锦标赛女子50米仰泳铜牌得主。